# Gare de Michelau
La gare de Michelau  est une gare ferroviaire luxembourgeoise de la ligne 1, de Luxembourg à Troisvierges-frontière, située à Michelau sur le territoire de la commune de Bourscheid, dans le canton de Diekirch.
Elle est mise en service en 1874 par la Direction générale impériale des chemins de fer d'Alsace-Lorraine.
C'est une halte voyageurs de la Société nationale des chemins de fer luxembourgeois (CFL), desservie par des trains InterCity (IC) et Regional-Express (RE).

## Situation ferroviaire
Établie à 228 mètres d'altitude, la gare de Michelau  est située au point kilométrique (PK) 53,250 de la ligne 1 de Luxembourg à Troisvierges-frontière, entre les gares d'Ettelbruck et de Goebelsmühle.

## Histoire
La halte de Michelau est mise en service, le 10 mai 1874, par la Direction générale impériale des chemins de fer d'Alsace-Lorraine, l'exploitant des lignes de la Société royale grand-ducale des chemins de fer Guillaume-Luxembourg. Elle a d'abord possédé un bâtiment en bois puis un bâtiment à deux étages qui a été remplacé par le bâtiment actuel durant la seconde moitié du XXe siècle.

## Service des voyageurs

### Accueil
Halte CFL, c'est un point d'arrêt non géré (PANG). Une salle d'attente et des installations sanitaires sont accessibles dans l'ancien bâtiment voyageurs. La halte dispose d'un automate pour l'achat de titres de transport.

### Desserte
Michelau est desservie par des trains InterCity (IC) et Regional-Express (RE) de la ligne Luxembourg - Ettelbruck - Diekirch - Troisvierges (- Gouvy - Liège-Guillemins - Liers pour les trains IC),.

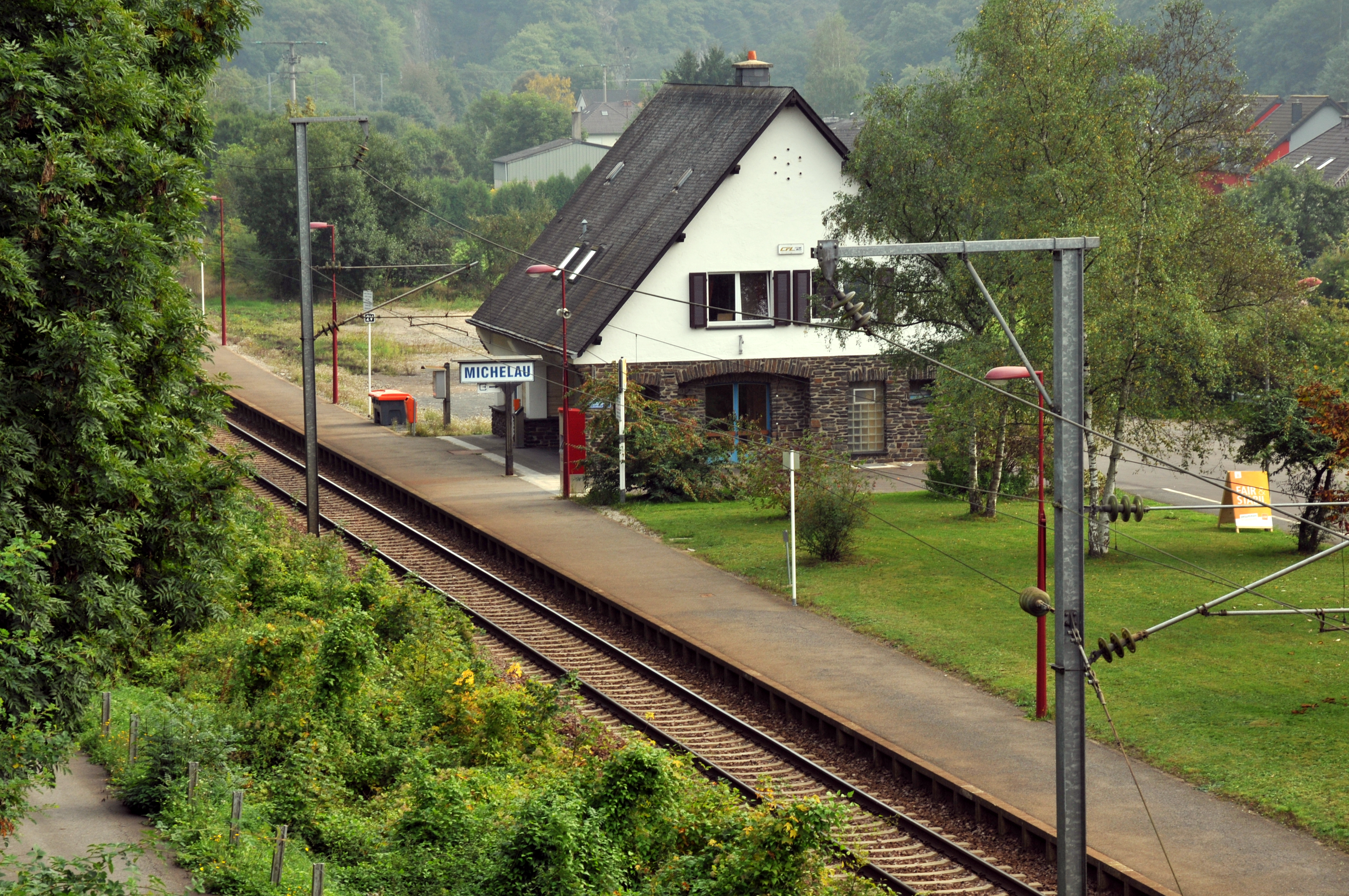
Voie, quai et bâtiment voyageurs

### Intermodalité
Un parc couvert pour les vélos (2 places) et un parking pour les véhicules (65 places) y sont aménagés. Le parking est équipé avec 2 stations de recharge Chargy. La gare est desservie à distance, par la voie publique, par la ligne 135, ainsi que par la ligne 136 du Régime général des transports routiers à l'arrêt Kiirch à 100m.
Les handicapés physiques peuvent bénéficier de trois places de parking prévues à cet effet. L'accès à la gare pour les personnes à mobilité réduite est assuré. La majorité des trains luxembourgeois possède une rampe afin de faciliter l'embarquement.